# 巴爾·科赫巴
西門·巴爾·科赫巴（？—135年），發動巴爾·科赫巴起義的猶太軍事領袖。131年，科赫巴自稱彌賽亞及納西，起身反抗當時統治巴勒斯坦地區的羅馬帝國政權，即巴爾·科赫巴起義（132－135）或巴爾·科赫巴之亂，最後以失敗告終。

## 姓名
拉比阿奇巴視科赫巴為彌賽亞，以民數記 24:17替其起名，科赫巴（koseba）意指「星」。

## 腳註
1. Also בן